# Dachsteinská ledová jeskyně
Dachsteinská ledová jeskyně nebo též Obří ledová jeskyně (německy Dachstein-Rieseneishöhle) se nachází v oblasti Dachstein nedaleko Hallstattu v Rakousku a patří mezi nejrozsáhlejší ledové jeskyně Evropy.
Vchody pro trasy turistů se nalézají v nadmořské výšce 1418 m a 1458 m. Celá jeskyně se rozděluje do několika částí, největší z nich jsou Dóm krále Artuše, Ledový palác, Dóm Parzival, Dóm Tristana, Krápníkový dóm a Ledová kaplička.
Poblíž se nachází zpřístupněná Mamutí jeskyně, druhá nejdelší rakouská jeskyně Hirlatzhöhle a zatím nejmladší dachsteinská jeskyně Koppenbrüllerhöhle.

## Fotogalerie

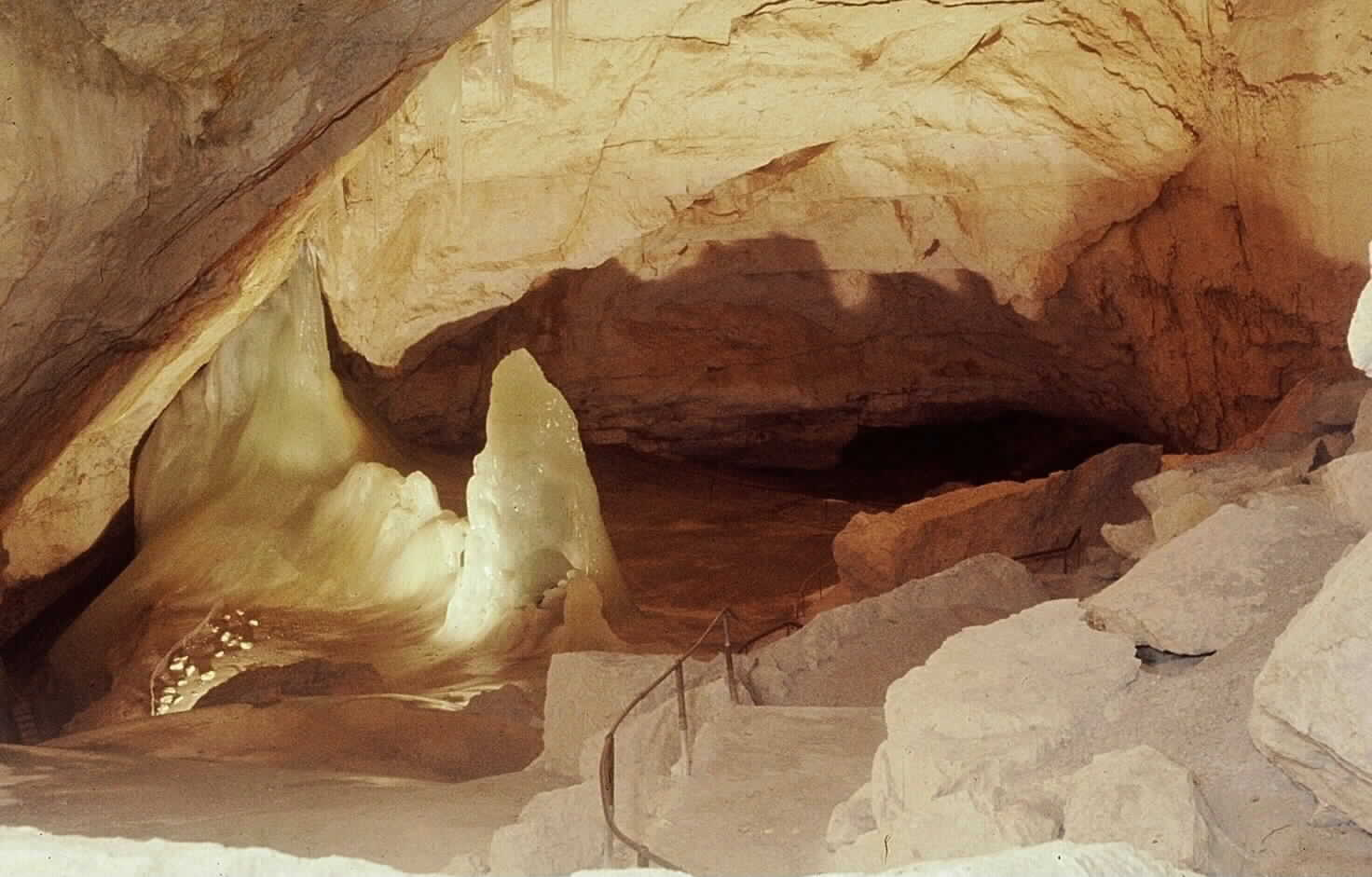
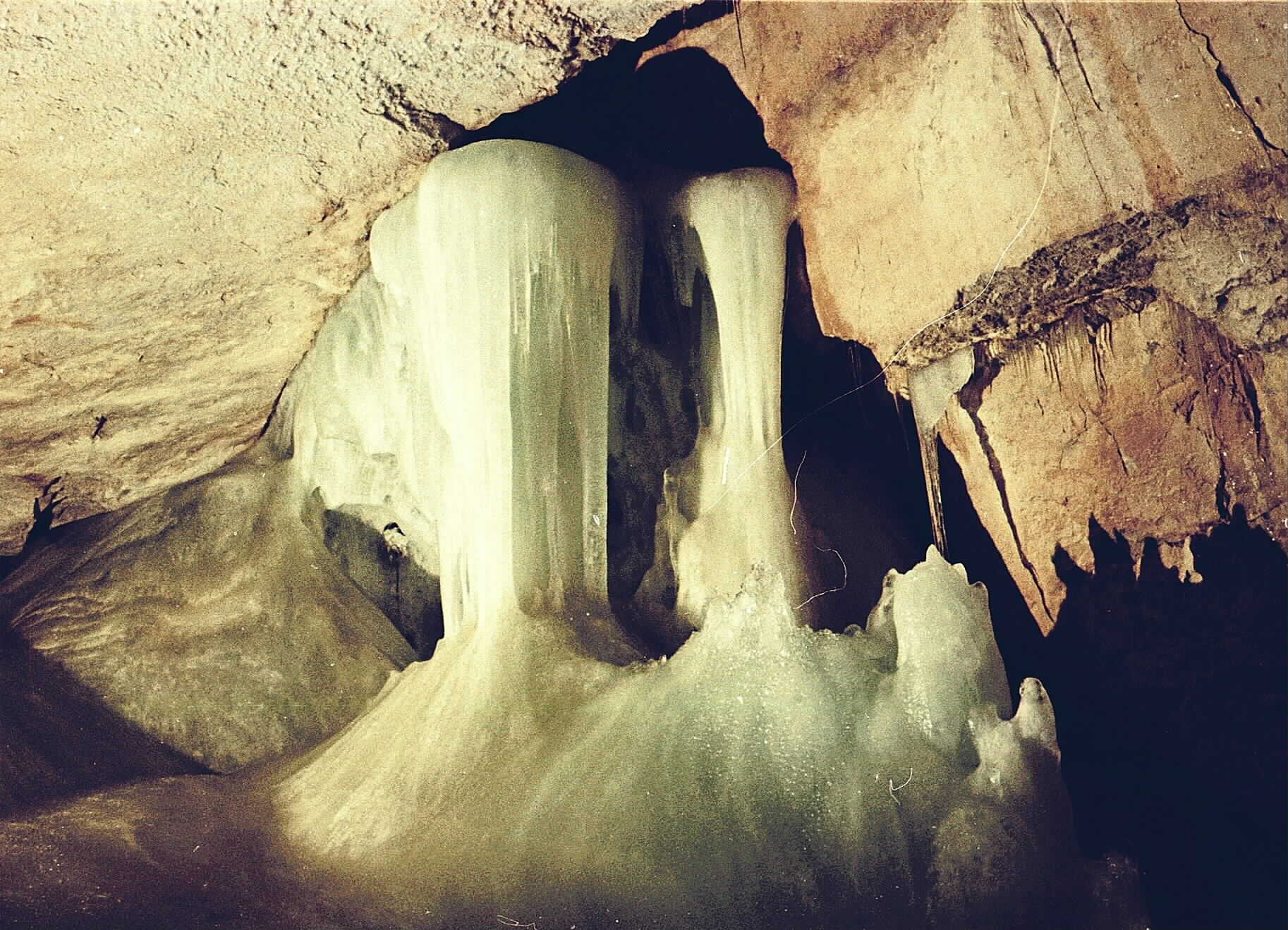
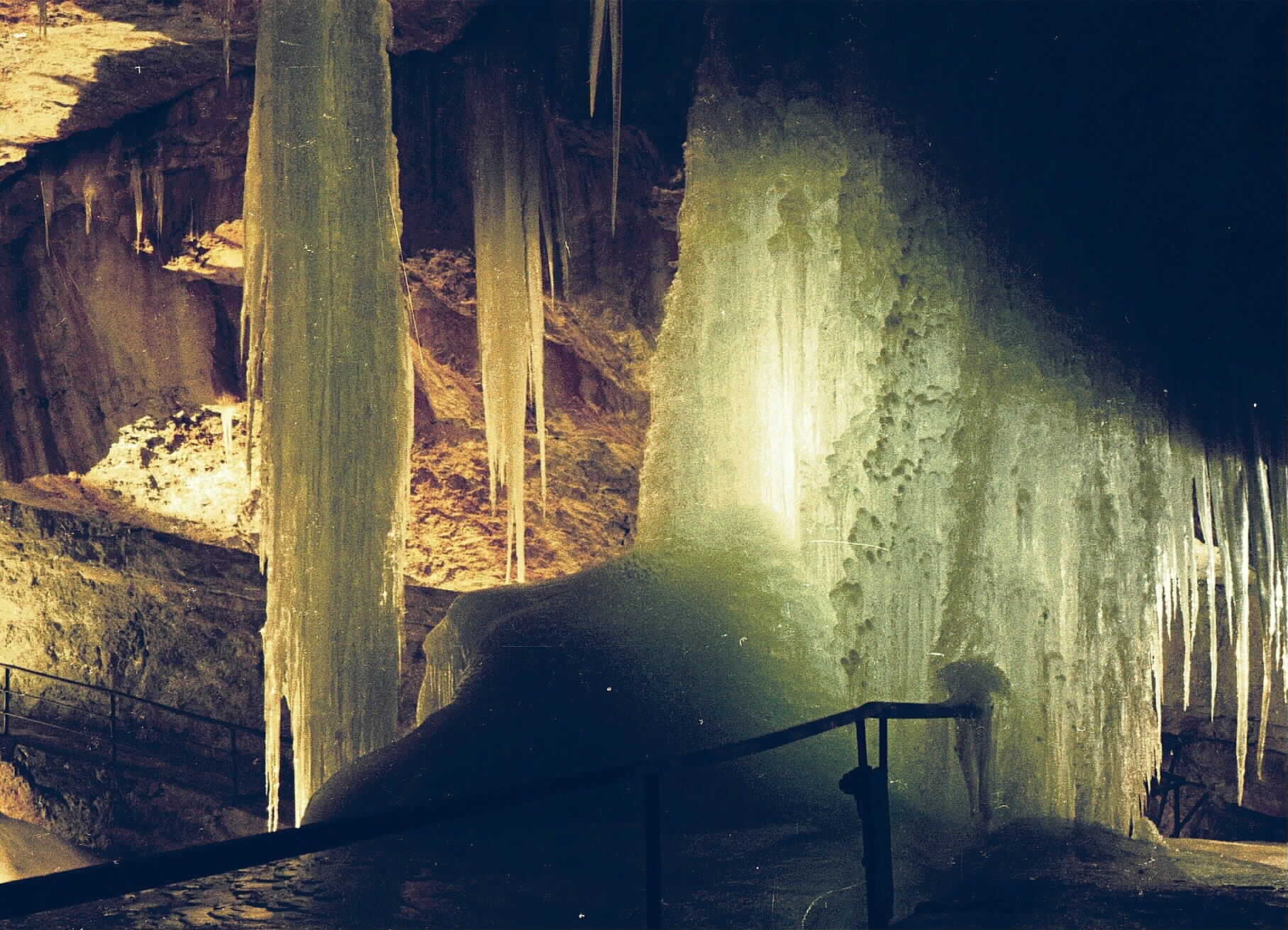
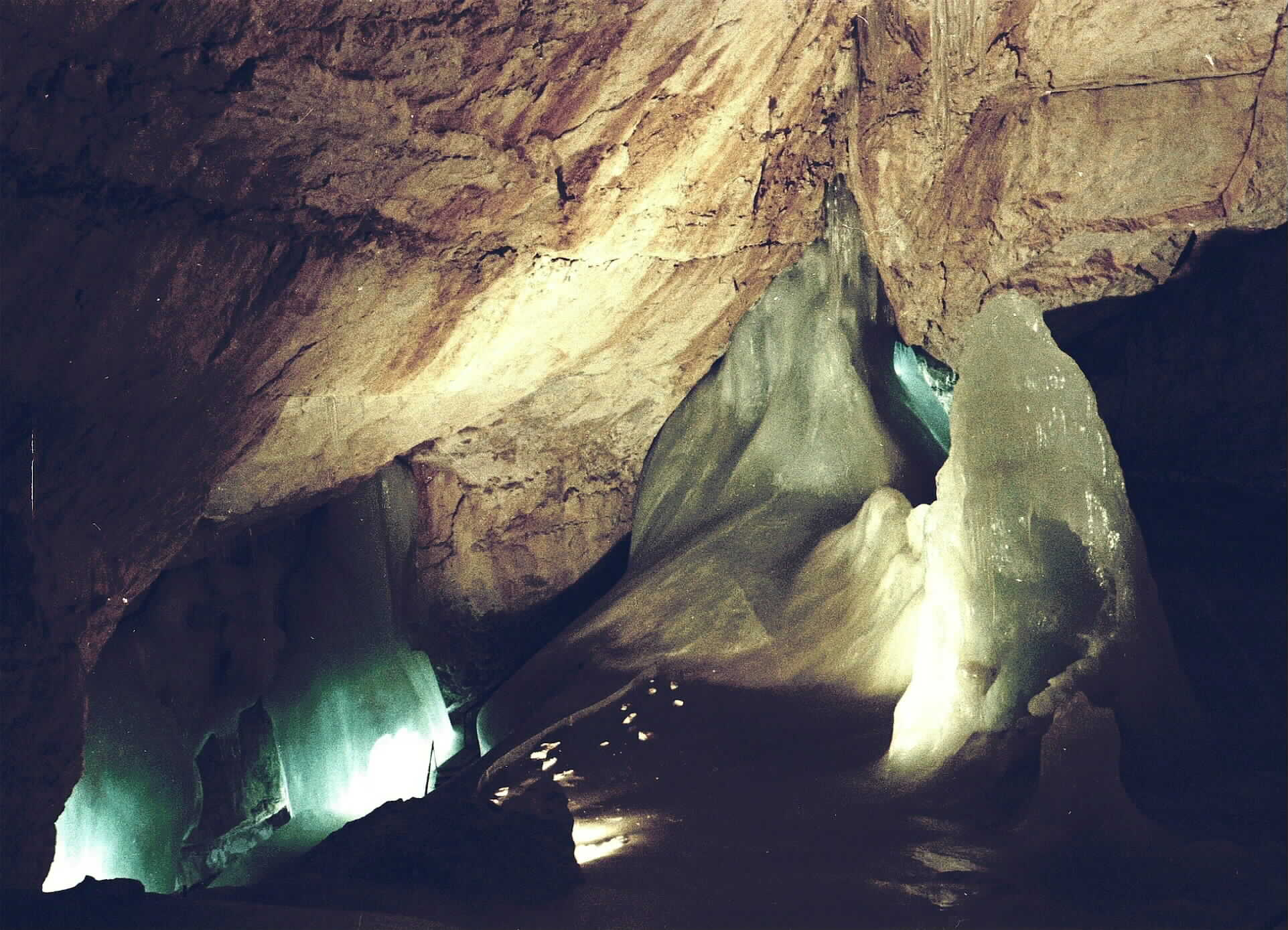
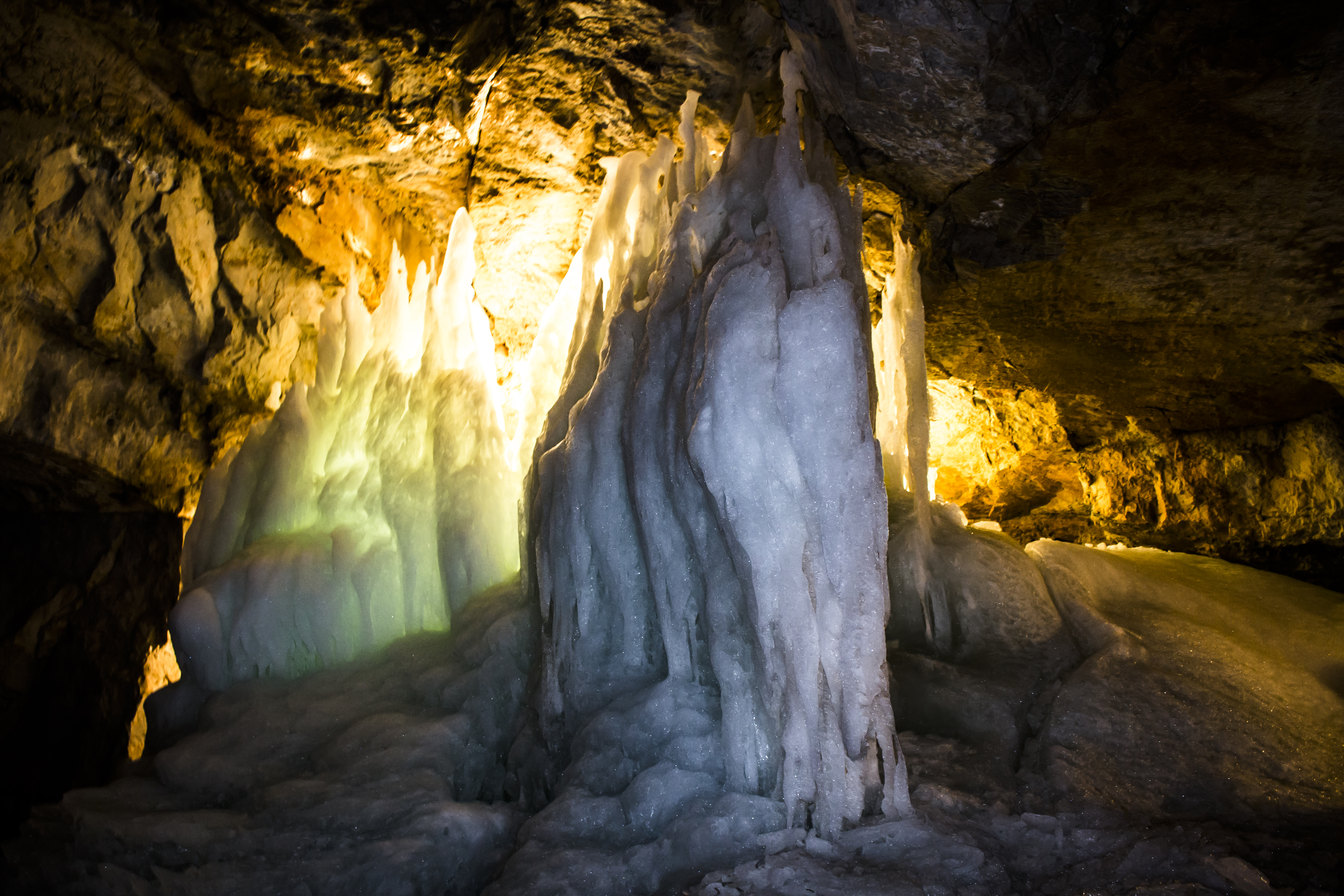